# Фролов, Дайан
Дайан Фролов (англ. Diane Frolov) — американская сценаристка телевидения и продюсер. Она написала сценарии к эпизодам нескольких сериалов, включая «Клан Сопрано» и «Северная сторона». Дайан часто пишет сценарии к эпизодам вместе со своим мужем, Эндрю Шнайдером.

## Карьера
Первой телевизионной работой Фролов стала работа в качестве внештатного сценариста «Частного детектива Магнума» в 1981 году. Она написала телесценарии к эпизодам второго сезона, "Канал мертвеца" и "Взятие Дика Макуильямса". Далее она написала телесценарий к эпизоду "Дэнни" четвёртого сезона сериала «Невероятный Халк». Сериал был создан сценаристом/продюсером Кеннетом Джонсоном. Она вернулась к «Невероятному Халку», чтобы написать сценарий к эпизоду шестого сезона, "Незначительные проблемы". Фролов продолжила работать с Джонсоном. Она далее разработала сюжет мини-сериала «Победа: Последняя битва», который последовал за созданным Джонсоном мини-сериалом «V».
Фролов стала сопродюсером и сценаристом первого сезона сериала Джонсона «Чужая нация». Она одна написала два эпизода, прежде чем начать своё многолетнее сотрудничество со своим мужем и партнёром-сценаристом Эндрю Шнайдером. Шнайдер и Фролов оба ранее были в составе «Частного детектива Магнума» и «Невероятного Халка», но вместе не писали телесценарии к этим сериалам. Фролов и Шнайдер написали следующие семь эпизодов для первого сезона «Чужой нации». Сериал завершился в телевизионном сезоне 1989-1990 гг.
Они перешли к должностям супервайзовых продюсеров второго сезона «Северной стороны», который вышел в эфир в 1991 году. Они вместе написали сценарии к двум эпизодам второго сезона. Производственная команда была номинирована на премию «Эмми» за лучший драматический сериал за первый сезон. Фролов и Шнайдер вернулись в качестве супервайзовых продюсеров и сценаристов для третьего сезона и написали следующие шесть эпизодов. В 1992 году, они выиграли премию «Эмми» за лучший сценарий драматического сериала как сосценаристы эпизода третьего сезона «Северной стороны», "Seoul Mates". Производственная команда снова была номинирована на премию «Эмми» за лучший драматический сериал, и на этот раз выиграла премию. Фролов и Шнайдер вернулись в качестве сценаристов четвёртого сезона и снова написали шесть сезонов во время телевизионного сезона 1992-1993 гг. Производственная команда также была номинирована на премию «Эмми» за лучший драматический сериал за четвёртый сезон, но не выиграла премию. Фролов и Шнайдер были повышены до исполнительных продюсеров в пятом сезоне и написали ещё шесть эпизодов, включая премьеру сезона, и в очередной раз были номинированы на премию «Эмми» за лучший драматический сериал. Они остались исполнительными продюсерами и основными сценаристами шестого и финального сезона, снова написав шесть эпизодов.
«Чужая нация» продолжилась в качестве серий телевизионных фильмов, и Фролов и Шнайдер написали сценарии к трём из пяти фильмов серии. Первым фильмом стал «Чужая нация: Тёмный горизонт», сценарий которого Фролов и Шнайдер написали во время работы над «Северной стороной», и который вышел в 1994 году. Они также написали сценарии ко второму и четвёртому фильмам, под названиями «Чужая нация: Душа и тело» (1995) и «Чужая нация: Внутренняя угроза» (1996).
После завершения «Северной стороны» в 1995 году, Фролов и Шнайдер стали исполнительными продюсерами «Опасных мыслей», драматического телесериала, основанного на одноимённом фильме. «Опасные мысли» были отменены после телевизионного сезона 1995-1996 гг. Они потом стали исполнительными продюсерами недолговременного ремейка «Острова фантазий». Сериал был отменён после выхода 13 эпизодов в эфир во время сезона 1998-1999 гг. Далее их наняли в качестве основных сценаристов и исполнительных продюсеров «Шоу Криса Айзека», и они написали 19 эпизодов, включая пилот в 2001 году и финал в 2004 году.
Они были наняты в качестве супервайзовых продюсеров хитового драматического сериала канала HBO «Клан Сопрано». Они ранее работали с создателем сериала и шоураннером Дэвидом Чейзом над «Северная сторона». Они присоединились к команде шестого сезона и работали над тремя эпизодами первой части сезона, который вышел в 2006 году. Они написали сценарии к эпизодам "Мясистая часть бедра", "Джонни Кейкс" и "Холодные камни" (с Чейзом). Вместе с остальной производственной командой, Фролов выиграла премию Гильдии сценаристов США (WGA) за лучший драматический сериал на церемонии в феврале 2007 года за её работу над первой частью шестого сезона «Клана Сопрано». Производственная команда была номинирована на премию «Эмми» в 2006 году за лучший драматический сериал и на премию Гильдии продюсеров США (PGA) в категории телепродюсер года в эпизоде драматического сериала.
Фролов и Шнайдер вернулись к «Клану Сопрано» в качестве супервайзовых продюсеров и сценаристов второй части шестого сезона. Они были авторами открывающего эпизода "Домашнее кино Сопрано", вместе с Чейзом и исполнительным продюсером Мэттью Вайнером. Производственная команда выиграла «Эмми» в 2007 году за лучший драматический сериал за их работу над второй частью шестого сезона. Они также выиграли премию PGA в номинации премия телепродюсера года в эпизоде драматического сериала 2007 года. Они были номинированы на премию WGA за лучший драматический сериал на церемонии в феврале 2008 года.